# Corrido
Pour les articles homonymes, voir Corrido (homonymie).
Un corrido est une chanson mexicaine au contenu narratif  qui appartient au genre générique des ballades de strophes de huit syllabes. Comme toutes les ballades, son objectif principal consiste à raconter une histoire, rendre compte d'un échec ou d'un succès dans un style épique ou romancé en utilisant un vocabulaire, des métaphores, des expressions et des procédés discursifs qui constituent le langage poétique du corrido. Les chansons peuvent traiter de questions politiques, d'événements historiques et de relations amoureuses. Dans ces histoires d'événements et de personnages idéalisés prédominaient et le Mexicain était présenté comme courageux et fêtard. Au cours des trente dernières années, les crises économiques se sont intensifiées au Mexique, affectant de larges groupes sociaux, qui s'expriment à travers la création de nouvelles compositions faisant allusion aux luttes populaires, aux mouvements de gauche qui se sont renforcés.

## Histoire
Du milieu à la fin des années 1800, plusieurs formes de ballades - la romance , la décima et la copla - coexistaient au Mexique et dans le sud-ouest des États-Unis, et à cette époque le corrido semble avoir eu sa genèse. En 1848, cependant, les avant-postes éloignés du nord du Mexique appartenaient déjà aux États-Unis à la suite de la révolution du Texas, de la guerre du Mexique et du traité de Guadalupe Hidalgo. Alors qu'en Californie, submergée par l'immigration Européenne et Américaine, les formes de ballade d'origine Espagnole tendent à disparaître, et que le Nouveau-Mexique, isolé aussi bien que de l'influence culturelle Américaine que de son homologue Mexicaine, tend à conserver plus longtemps les traditions d'origine Espagnole, une nouvelle forme de ballade se développe dans la vallée du bas Río Grande qui atteint l'apogée de sa popularité, portée par les conflits sociaux et culturels, entre 1890 et 1910..
Le corrido, à l'inverse de nombreuses traditions de ballades qui remontent au Moyen Âge, est une manifestation moderne : il n’apparaît pas en tant que genre pleinement constitué avant la fin du XIXe siècle et le début du XXe siècle. Les textes qui y ressemblent et qui sont antérieurs à cette époque relèvent plutôt de la poésie panégyrique ou satirique qui a été très populaire au XVIIIe siècle en Nouvelle Espagne. Le contenu narratif de cette poésie, encore qu'elle aborde des aspects historiques, politiques ou sociaux, est très limité et son style est trop distant de celui du corrido tel qu'on l'entend généralement, pour pouvoir en considérer les œuvres comme des corridos.
La Révolution Mexicaine et l'usage que les pouvoirs issus de cette révolution en font, lui fournissent ses lettres de noblesse et définissent en quelque sorte la « forme classique » du corrido. Il existe d'une part en tant que témoin du support populaire dont bénéficient les vainqueurs de la révolution, mais aussi en tant que porteur de la parole de leurs opposants. Il évolue pendant plus d'un siècle en s'adaptant aux différents contextes politiques et sociaux, à l'évolution des goûts et de la sensibilité populaire, non seulement au Mexique, mais aussi auprès des Américains-mexicains, jusqu'à devenir l'une des principales manifestations artistiques de l'identité  mexicaine.
De nos jours, les corridos font allusion à tous les sujets de la vie moderne et particulièrement ceux ayant trait aux faits divers, à la corruption, aux assassinats politiques, et au trafic de narcotiques (narcocorrido).
Il est pratiquement impossible de définir le corrido par la forme de son texte ou par son contenu parce qu'il revêt différentes formes et recouvre un grand nombre de genres. Ils n'ont pas non plus de structure musicale fixe : chaque auteur en compose les mélodies à sa guise et réutilise éventuellement des mélodies qu'il connait. Lorsque les ethnomusicologues collectent des corridos anciens, ils recueillent des chants qui sont considérées d'origine locale ou perçus comme tels, par opposition aux pièces qui représentent les traditions culturelles d'autres régions ou d'autres classes sociales comme les polkas, les scottishs, ou les tangos qui font partie à ses côtés du répertoire des orchestres locaux de tout types. Le corrido ne peut pas non plus être vu comme une solution de facilité qui favoriserait l'expression de classes sociales peu éduquées : il coexiste aussi avec des chansons dont les structures littéraires et musicales sont beaucoup plus rigides comme les Décimas (es) ou la Bola Suriana.
La production et la diffusion des corridos sont depuis toujours le fait de processus dont la sophistication dépend de l'audience (familiale, locale, régionale, nationale, transnationale ou internationale) que leurs auteurs ou leurs promoteurs cherchent à capter et des moyens qui sont mis en œuvre pour l'atteindre et qui par l'effet des évolutions technologiques changent au fil du temps. Les acteurs, tant politiques qu'économiques, de ces processus ont toujours plus ou moins cherché à en contrôler les contenus. Il a, par conséquent, existé a toute époque des corridos de diverse qualité qui ont circulé sur des supports produits de manière plus ou moins artisanale et dont il est difficile de retrouver la trace à l'horizon de quinze à vingt ans.

## Caractéristiques morphologiques

### Forme musicale
Du point de vue musical, le corrido mexicain, est une ballade chantée sur un rythme à deux temps ou à trois temps dans lequel la tonique de l'accord constitue la base du temps fort, et la quinte majeure de celle-ci la base des temps faibles. Il coexiste aujourd'hui, avec une dizaine d'autres rythmes (Boléro, Huapango, Polka, Mazurka, Chotis, Redova, Ranchera, Cumbia, etc.) qui ont, à une époque ou une autre, connu un succès populaire durable.

### Forme poétique
Tous les corridos sont composés de quatre strophes de vers octosyllabes dont le plus souvent, seuls le second et le quatrième sont supposés rimer. Cette forme est présente dans les corridos les plus anciens comme le « corrido De Don Lucas Gutiérrez »
« Dice don Lucas Gutiérrez:
-Ora los voy a tantear,
voy a poner el sombrero
a ver si saben tirar.
 
Ese teniente Contreras
era hombre y no tenía miedo,
le pegó cinco balazos
en la copa del sombrero. »
« Don Lucas Gutiérrez dit:
- Allons je vais les tester,
Je vais mettre le chapeau
pour voir s'ils savent tirer.
 
Ce lieutenant Contreras
était un homme et il n'avait pas peur,
il lui a tiré dessus cinq fois
dans la calotte du chapeau. »
.

## La Adelita
La Adelita (es) est l'un des corridos célèbres de la Révolution mexicaine (1910-1920).
Les paroles :

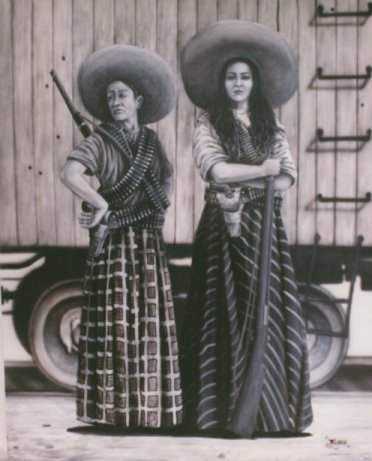
Soldaderas (parfois nommées adelitas) pendant la Révolution.

| En lo alto de la abrupta serranía acampado se encontraba un regimiento y una moza que valiente los seguía locamente enamorada del sargento.                                        | En haut de la montagne abrupte On trouvait un régiment qui campait Et une courageuse jeune fille qui les suivait, Follement amoureuse du sergent.                                                                |
| Popular entre la tropa era Adelita la mujer que el sargento idolatraba que ademas de ser valiente era bonita que hasta el mismo coronel la respetaba.                              | Adélita était populaire parmi la troupe, La femme que le sergent idolâtrait, Et, en plus d'être courageuse, elle était jolie Et le colonel lui-même la respectait.                                               |
| Y se oía, que decía, aquel que tanto la quería: Y si Adelita se fuera con otro la seguiría por tierra y por mar si por mar en un buque de guerra si por tierra en un tren militar. | Et on entendait dire que celui qui l'aimait tant disait : Et si Adélita partait avec un autre, Je la suivrais sur terre et sur la mer Sur la mer dans un bateau de guerre, Sur la terre dans un train militaire. |
| Y si Adelita quisiera ser mi esposa y si Adelita ya fuera mi mujer le compraría un vestido de seda para llevarla a bailar al cuartel.                                              | Et si Adélita voulait être ma fiancée, Et si Adélita était ma femme, Je lui achèterais une robe de soie Pour l'amener danser à la caserne.                                                                       |

- (en) Cet article est partiellement ou en totalité issu de l’article de Wikipédia en anglais intitulé « La Adelita » (voir la liste des auteurs).